# Astrocaryum carnosum
Espèce
Statut de conservation UICN

 VU B1ab(iii) : Vulnérable
Astrocaryum carnosum est une espèce de palmiers à feuilles pennées.